# Mój tydzień z Marilyn

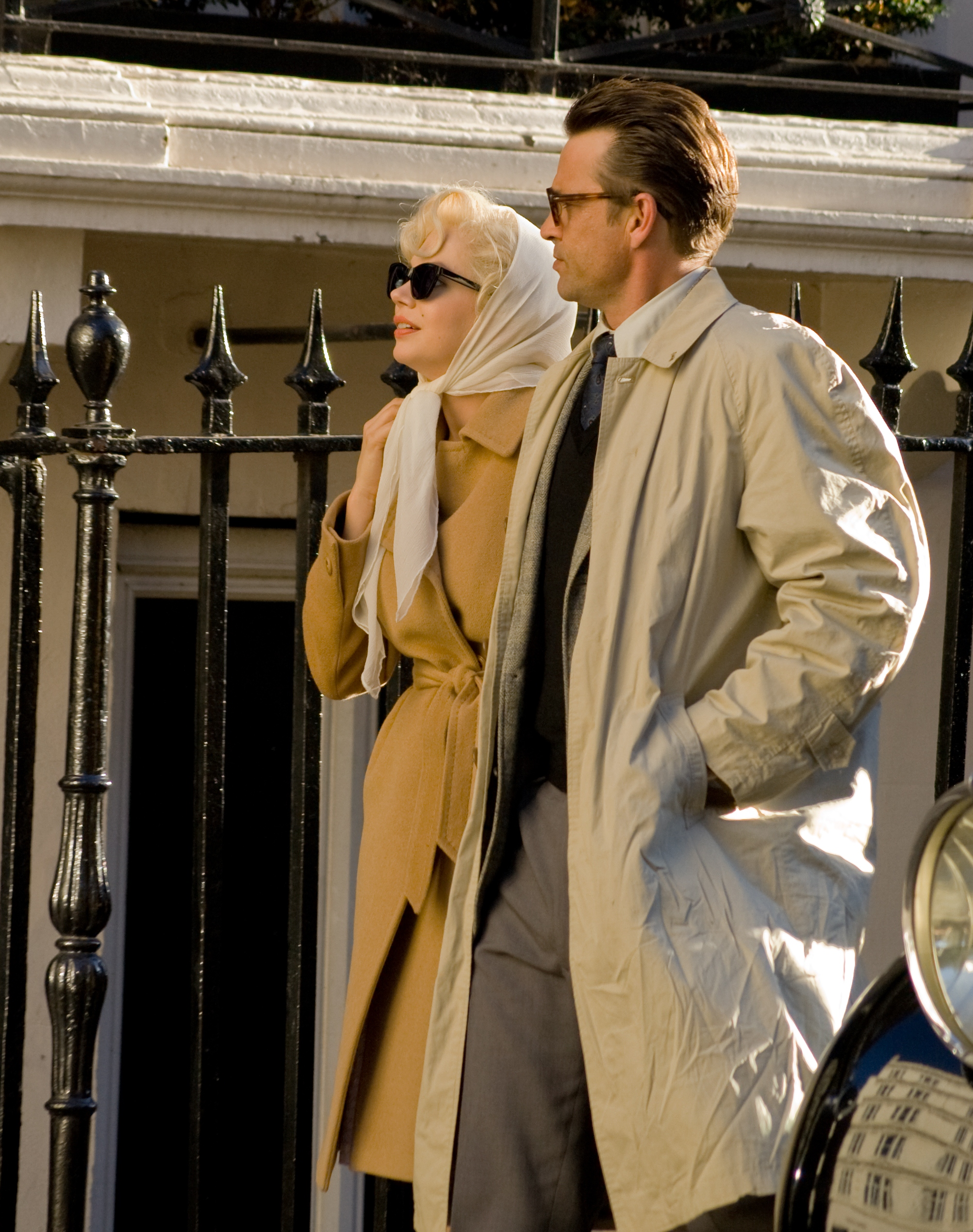
Michelle Williams i Dougray Scott

Mój tydzień z Marilyn (ang. My Week with Marilyn) – amerykańsko-brytyjski dramat biograficzny z 2011 roku w reżyserii Simona Curtisa, obrazujący tydzień z życia Marilyn Monroe występującej w filmie Książę i aktoreczka (1957) z Laurence’em Olivierem. Ekranizacja biograficznych książek The Prince, The Showgirl and Me i My Week with Marilyn autorstwa Colina Clarka.
W roli tytułowej wystąpiła Michelle Williams, a partnerują jej Kenneth Branagh jako Laurence Olivier, Eddie Redmayne jako Colin Clark, Dougray Scott jako Arthur Miller oraz Judi Dench, Emma Watson, Dominic Cooper i Zoë Wanamaker. Światowa premiera filmu odbyła się 9 października 2011 roku podczas 49. MFF w Nowym Jorku.

## Produkcja
Zdjęcia do filmu kręcono: w Londynie (m.in. Phoenix Cinema, centrum handlowe Burlington Arcade przy ulicy Piccadilly, Victoria House w dzielnicy Bloomsbury), na zamku Saltwood Castle w hrabstwie Kent, w Parkside House w Egham (Surrey), na lotnisku White Waltham Airfield, w Eton College i na zamku w Windsorze (tylko z zewnątrz) w hrabstwie Berkshire. Wnętrza zamkowe, bibliotekę i teren wokół zamku windsorskiego "odegrał" w filmie Hatfield House (Hertfordshire).

## Fabuła
Latem 1956 Colin Clark rozpoczyna pracę jako asystent na planie filmu Książę i aktoreczka z Marilyn Monroe i Laurence’em Olivierem w rolach głównych. Dla niej to również okres miesiąca miodowego, po ślubie z Arthurem Millerem. Gdy ten wyjeżdża z kraju, Clark spędza z nią tytułowy tydzień pokazując uroki brytyjskiego życia, odrywając tym samym zagubioną aktorkę od hollywoodzkiego blichtru oraz rutyny.

## Obsada
- Michelle Williams jako Marilyn Monroe
- Kenneth Branagh jako sir Laurence Olivier
- Dougray Scott jako Arthur Miller
- Eddie Redmayne jako Colin Clark
- Dominic Cooper jako Milton H. Greene
- Julia Ormond jako Vivien Leigh
- Zoë Wanamaker jako Paula Strasberg
- Derek Jacobi jako sir Owen Morshead
- Judi Dench jako Dama Sybil Thorndike
- Emma Watson jako Lucy
- Michael Kitchen jako Hugh Perceval
- Philip Jackson jako Roger Smith
- Simon Russell Beale jako Admirał Cotes-Preedy
- Toby Jones jako Arthur Jacobs
- Geraldine Somerville jako lady Jane Clark

## Nominacje i nagrody
16. ceremonia wręczenia Satelitów
- nominacja: najlepsza aktorka w filmie fabularnym − Michelle Williams
- nominacja: najlepszy aktor w roli drugoplanowej − Kenneth Branagh

69. ceremonia wręczenia Złotych Globów
- nominacja: najlepszy film komediowy lub musical
- nominacja: najlepsza aktorka w filmie komediowym lub musicalu – Michelle Williams
- nominacja: najlepszy aktor drugoplanowy − Kenneth Branagh

18. ceremonia wręczenia nagród Gildii Aktorów Ekranowych
- nominacja: wybitny występ aktorki w roli pierwszoplanowej − Michelle Williams
- nominacja: wybitny występ aktora w roli drugoplanowej − Kenneth Branagh

65. ceremonia wręczenia nagród Brytyjskiej Akademii Filmowej
- nominacja: najlepszy film brytyjski − Simon Curtis, David Parfitt, Harvey Weinstein i Adrian Hodges
- nominacja: najlepsza aktorka pierwszoplanowa − Michelle Williams
- nominacja: najlepszy aktor drugoplanowy − Kenneth Branagh
- nominacja: najlepsza aktorka drugoplanowa − Judi Dench
- nominacja: najlepsze kostiumy − Jill Taylor
- nominacja: najlepsza charakteryzacja i fryzury − Jenny Shicore

26. ceremonia wręczenia Independent Spirit Awards
- nagroda: najlepsza główna rola żeńska − Michelle Williams

84. ceremonia wręczenia Oscarów
- nominacja: najlepsza aktorka pierwszoplanowa − Michelle Williams
- nominacja: najlepszy aktor drugoplanowy − Kenneth Branagh